# Mostar Sevdah Reunion

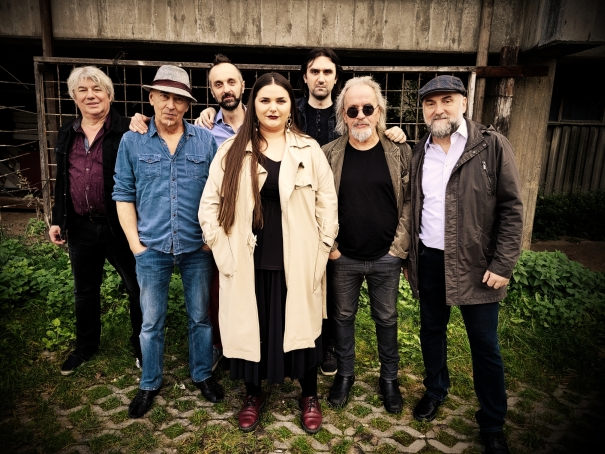
Mostar Sevdah Reunion, 2022

Mostar Sevdah Reunion ist ein Volksmusik-Ensemble aus Mostar in Bosnien und Herzegowina.

## Geschichte

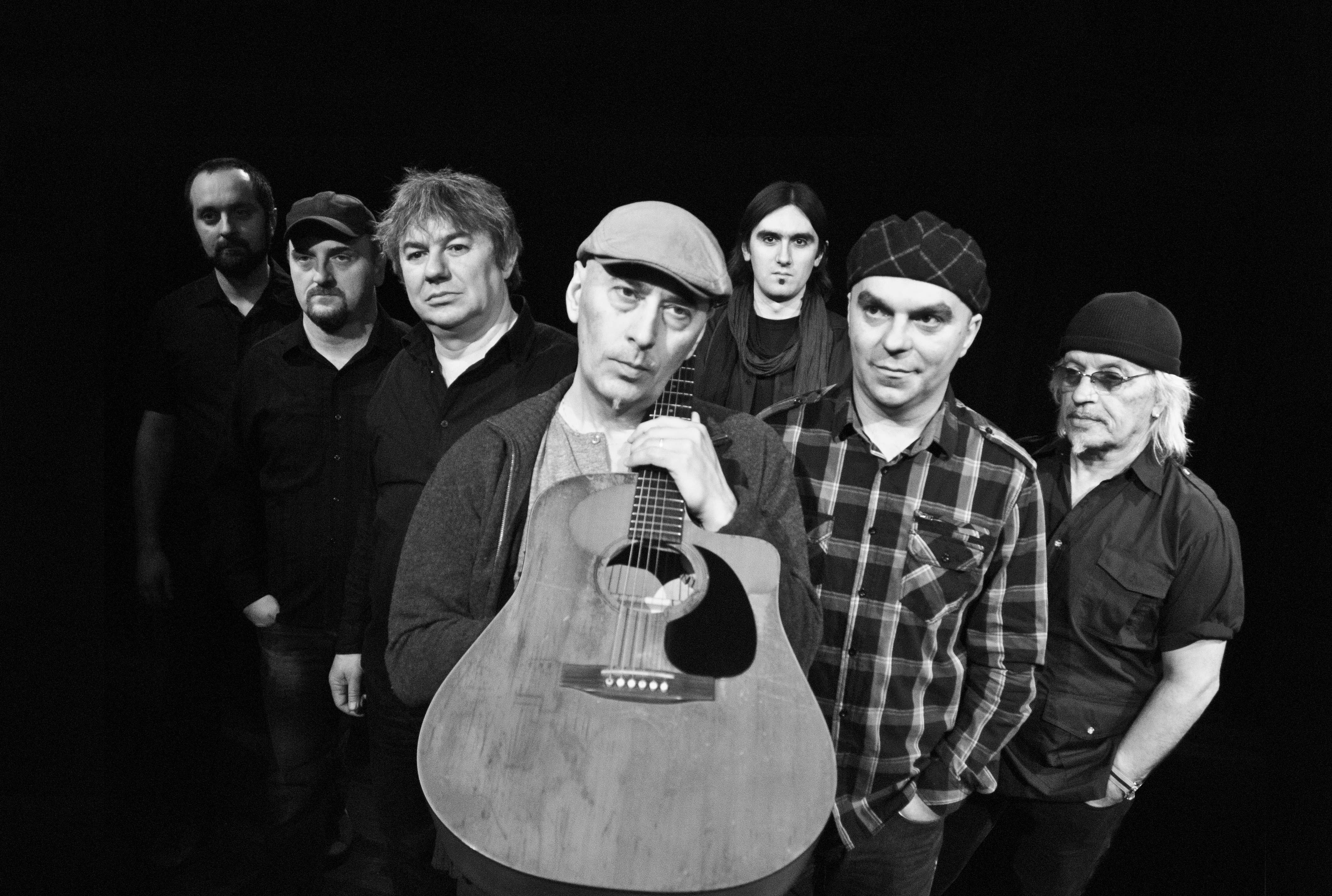
Mostar Sevdah Reunion, 2013

Die Mostar Sevdah Reunion spielt fast ausschließlich Sevdalinka. Die Band wurde 1998 von Dragi Šestić gegründet, der eine Gruppe von lokalen, talentierten und erfahrenen Musikern zusammenbrachte. Im Sommer 1999 konnte das erste Album aufgenommen werden. Seither nahm die Gruppe an zahlreichen Weltmusik-Festivals teil und errang einige Auszeichnungen.
Die Bandmitglieder sind: Miso Petrović (Lead-Gitarre), Sandi Duraković (Gitarre), Nermin Alukić Čerkez (Gesang und Gitarre), Marko Jakovljević (Bass), Gabrijel Prusina (Klavier), Senad Trnovac (Schlagzeug) und Vanja Radoja (Violine).
Mostar Sevdah Reunion hat mit namhaften Musikern im Bereich der Zigeunermusik gearbeitet: Zwei Alben entstanden mit Šaban Bajramović, zwei weitere zwei Alben mit Ljiljana Buttler. Ljiljana tourte bis zu ihrem Tod im Jahr 2010 häufig mit der Band. Langjährige Zusammenarbeit verbindet die Gruppe auch mit der Sängerin Esma Redžepova. Insbesondere die gemeinsame Interpretation des bosnischen Volksliedes Moj dilbere begeisterte Publikum und Presse.
Der Sänger der Band  Milutin Sretenović Sreta starb nach einem Konzert in der kroatischen Küstenstadt Makarska in der Nacht vom 07.08.2021 auf den 8.8.2021 unerwartet in seinem Hotel.

## Diskografie
- 1999: Mostar Sevdah Reunion
- 2001: Mostar Sevdah Reunion und Šaban Bajramović: A Gypsy Legend
- 2002: Mostar Sevdah Reunion und Ljiljana Buttler: The Mother of Gypsy Soul (Snail Records)
- 2003: A Secret Gate (Snail Records)
- 2005: Mostar Sevdah Reunion und Ljiljana Buttler: The Legends of Life (Snail Records)
- 2006: Saban (Snail Records)
- 2007: Cafe Sevdah
- 2010: Mostar Sevdah Reunion und Ljiljana Buttler: Frozen Roses (Snail Records)
- 2013: Tales from a Forgotten City (Snail Records)
- 2016: Kings of Sevdah (Snail Records)
- 2018: Mostar Sevdah Reunion und Sreta: The Balkan Autumn (Snail Records)
- 2022: Lady Sings THe Balkan Blues (Snail Records)

## Auszeichnungen
- Davorin 2002: Sonder-Award
- Davorin 2003: Bestes Foloklore-Album (für «The Mother Of Gypsy Soul»: Ljiljana Buttler")[5]
- Davorin 2004: Bestes Folklore-Album (für: «A Secret Gate»)[6]

## Filme
- 2000: Mostar Sevdah Reunion – von Pjer Žalica
- 2005: Sevdah – Bridge That Survived – von Mira Erdevicki
- 2013: Tales from a Forgotten City – von Amir Grabus